# 努托沃河
努托沃河（俄语：Река Нутово）是萨哈林州奥哈区的河流，源起奥索伊山，长35公里，流域面积102平方公里，注入柴沃湾，宽13米，深1.7米，流速0.4米每秒。河口对面是伊尔基米库岛。

## 引用
1. ↑  М·Г·瓦西科夫斯基. . 列宁格勒: 气象出版社. 1973 （俄语）.
2. ↑  . 国家水登记处.   [2024-01-02]. （原始内容存档于2024-01-02） （俄语）.